# Zygfryd (film 2005)
Zygfryd (niem. Siegfried) – niemiecki film komediowy z 2005 roku, będący parodią słynnego germańskiego eposu Pieśń o  Nibelungach, którego głównym bohaterem był Zygfryd.

## Obsada
- Tom Gerhardt: Zygfryd
- Dorkas Kiefer: Krimhilda
- Volker Büdts: Hagen
- Axel Neumann: Alberich
- Jan Sosniok: Gunther
- Daniela Wutte: Anita
- Michael Brandner: Mime
- Mirco Nontschew: Giuseppe
- Markus Maria Profitlich: Metzger
- Janine Kunze: Uschi
- Mirja Boes: Gabi
- Diana Frank: Karin